# Sonata per pianoforte n. 2 (Rachmaninov)
La Sonata per pianoforte n. 2, Op. 36, in si bemolle minore, fu composta da Sergej Vasil'evič Rachmaninov nel 1913, successivamente fu rivista nel 1931 con l'annotazione Nuova versione revisionata e ridotta dall'autore.

## Storia della composizione
Tre anni dopo aver ultimato il suo terzo concerto per pianoforte e orchestra, Rachmaninov si trasferì con la sua famiglia a Roma, dove abitò in una casa in cui in precedenza aveva soggiornato Čajkovskij. Durante questo periodo romano Rachmaninov iniziò a lavorare alla sua seconda sonata per pianoforte. Tuttavia, poiché entrambe le sue figlie contrassero una febbre tifoide, non riuscì a terminare la composizione a Roma, dovendosi trasferire con la famiglia a Berlino per consultarsi con i medici. Quando le bambine si sentirono meglio, la famiglia Rachmaninov tornò nella tenuta di Ivanovka, dove il compositore poté terminare la seconda sonata per pianoforte che fu da lui stesso eseguita per la prima volta a Kursk il 5 (18) ottobre 1913. Nonostante il brano fosse stato ben accolto, Rachmaninov non ne era del tutto soddisfatto, sembrandogli che vi fossero parti ridondanti e superflue. Così, nel 1931, ne operò una revisione, in cui accorciò alcune parti e rimosse alcune difficoltà tecniche. Questa seconda versione fu eseguita per la prima volta da Rachmaninov a Portland il 10 dicembre 1931.

## Struttura della composizione
La sonata è articolata in tre movimenti:
1. Allegro agitato
2. Non allegro - Lento
3. L'istesso tempo - Allegro molto,

I tempi però sono uniti tra loro da due ponti. Il pezzo segue rigorosamente la forma-sonata.

### Allegro agitato
L'esposizione inizia con il primo tema, che ha un arpeggio discendente che termina con un'ottava in Si bemolle, seguita da un accordo in Si bemolle minore. La prima area tematica si conclude in un passaggio in forma di cadenza che crea un ponte alla seconda area tematica. Il secondo tema è in Re bemolle maggiore, scritto in forma di corale, che contrasta con la brillantezza del primo tema. Nella sezione di sviluppo, suddivisa in tre parti, c'è una grande instabilità tonale con centri chiave in continua evoluzione. Parti di questa sezione usano la mano sinistra per imitare le campane, con discendenza cromatica, alternando settime e terze. La ripresa ripropone i primi due temi in Si bemolle minore. La coda, chiaramente in Si bemolle minore, ripete due temi visti in precedenza nel movimento. 

### Non allegro - Lento
Il secondo tempo è in forma ternaria a due parti. Un interludio di sette misure in Sol maggiore collega il primo ed il secondo movimento, dopo di che vi è una sezione nella relativa tonalità minore (Mi minore). Il secondo movimento fa riferimento a materiali del primo, che è la prima istanza dell'unità ciclica nella sonata. Ad esempio, nella sezione centrale la trama delle campane dal primo tempo viene ristabilita.

### L'istesso tempo - Allegro molto
Il terzo movimento inizia con una ripetizione dell'interludio del secondo movimento, con la metrica spostata da 4/4 a 3/4. Anch'esso continua ulteriormente l'unità ciclica utilizzando temi del primo movimento. La transizione verso la seconda area tematica dell'esposizione introduce un nuovo tema (in Re maggiore), inusuale nella forma sonata. La sezione di sviluppo, come nel primo tempo, è suddivisa in tre sottosezioni; essa è simile all'esposizione e presenta i temi del primo movimento oltre ai nuovi temi introdotti nell'esposizione. La ripresa è in Si bemolle maggiore e propone il primo tema del terzo tempo solo una volta. La coda rielabora temi dal primo movimento ed è altamente cromatica e brillante.

## Differenze nell'edizione riveduta
L'esecuzione della versione originale dura circa 25 minuti, mentre quella della versione riveduta dura circa 19 minuti. Nel primo movimento, Rachmaninov accorciò le transizioni nell'esposizione e nella ripresa e compresse la sezione di sviluppo, lasciando la coda invariata. Nella sezione centrale del secondo tempo, fece uso di uno dei temi del primo, ma per un minor numero di battute; nel terzo tempo eliminò alcuni passaggi virtuosistici in favore di una maggiore comprensibilità delle idee tematiche.

## La revisione di Horowitz
Nel 1940, con il consenso del compositore, Vladimir Horowitz creò la sua revisione, che combinava elementi di entrambe le versioni di Rachmaninov, privilegiando però l'originale del 1913.